# Cụm sao Nhân Mã
Messier 22 (còn gọi là M22 hay NGC 6656) là một cụm sao cầu hình elip nằm trong chòm sao Nhân Mã, gần vùng chỗ phình thiên hà.  Nó là một trong những cụm sao cầu sáng nhất trên bầu trời.

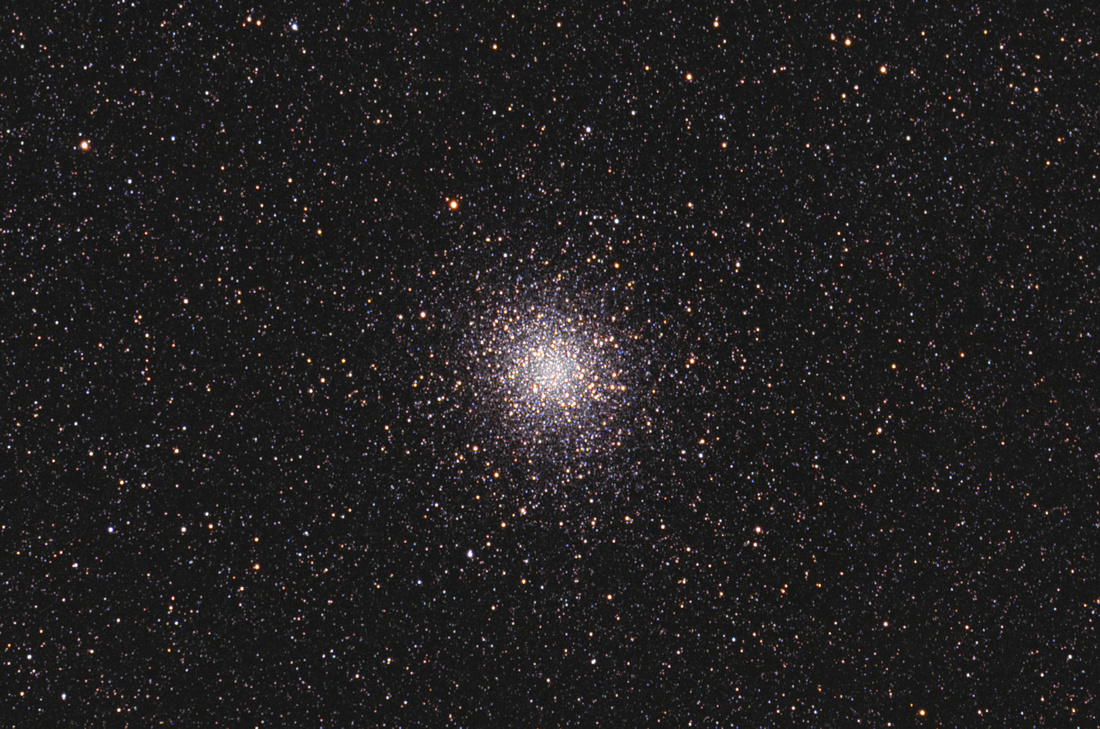
Cụm sao cầu Messier 22 qua kính thiên văn nghiệp dư.

## Lịch sử
M22 là cụm sao cầu đầu tiên được Abraham Ihle phát hiện năm 1665 và được đưa vào danh lục của Charles Messier như là một thiên thể giống sao chổi vào ngày 5 tháng 6, 1764.
Nó cũng là một trong những cụm sao cầu được Harlow Shapley nghiên cứu cẩn thận vào năm 1930. Ông đã khám phá ra gần 70.000 sao và một lõi đậm đặc trong M22.
Sau đó Halton Arp và William G. Melbourne tiếp tục nghiên cứu cụm sao này vào năm 1959.
Bởi vì màu sắc của nó trải rộng trên dãy sao khổng lồ đỏ, tương tự như cụm sao cầu Omega Centauri, nó đã được tập trung nghiên cứu bởi James E. Hesser và các cộng sự vào năm 1977.

## Đặc trưng
M22 là một cụm sao cầu gần với Trái Đất ở khoảng cách 10.600 năm ánh sáng. Nó trải rộng 32' trên bầu trời tương ứng với đường kính 99 ± 9 năm ánh sáng. Người ta đã phát hiện 32 sao biến quang nằm trong M22. Khi nhìn từ Trái Đất, nó nằm phía trước chỗ phình thiên hà  nên M22 rất hữu ích cho hiệu ứng vi thấu kính hấp dẫn đối với các ngôi sao trong chỗ phình thiên hà.
Mặc dù khá gần chúng ta, ánh sáng của cụm sao chứa các ngôi sao già này bị giới hạn bởi sự tiêu tán bụi, và nó có cấp sao biểu kiến là 5,5 khiến nó trở thành cụm sao cầu sáng nhất nhìn thấy từ các vĩ độ trung ở bán cầu Bắc (ví dụ châu Âu, Bắc Mỹ, Trung Quốc...). Tuy nhiên, do xích vĩ thuộc bán cầu Nam, M22 không bao giờ lên cao trên bầu trời và ít nhìn thấy hơn các cụm sao cầu M13 và M5 vào bầu trời mùa hè.

### Tinh vân hành tinh
M22 là một trong bốn cụm sao cầu (ngoài ra gồm M15, NGC 6441 và Palomar 6) được biết tới có chứa một tinh vân hành tinh. Tinh vân hành tinh này được Fred Gillett và cộng sự phát hiện ra nhờ vệ tinh quan sát IRAS vào năm 1986 với tên gọi (IRAS 18333-2357)
và sau đó Gillett và cộng sự xác nhận nó là một tinh vân hành tinh vào năm 1989.
Ngôi sao ở trung tâm của tinh vân là một sao xanh. Tinh vân này (được định danh là GJJC1) được các nhà thiên văn ước lượng có tuổi khoảng ~6.000 năm.